# Сајпрес Лејкс (Флорида)
Сајпрес Лејкс (енгл. Cypress Lakes) град је у америчкој савезној држави Флорида.

## Демографија
По попису из 2000. године број становника је 1.468.
| Група             | 2000.         | 2010.    |
| Белци             | 1.416 (96,5%) | 0 (0,0%) |
| Афроамериканци    | 17 (1,2%)     | 0 (0,0%) |
| Азијати           | 5 (0,3%)      | 0 (0,0%) |
| Хиспаноамериканци | 27 (1,8%)     | 0 (0,0%) |
| Укупно            | 1.468         | 0        |